# كليمنس
كليمنس (بالدنماركية: Clemens)‏ هو مغني ومنتج أسطوانات دنماركي، ولد في 8 أكتوبر 1979 في روسكيلدا في الدنمارك.

## وصلات خارجية
- كليمنس على موقع IMDb (الإنجليزية)
- كليمنس على موقع ميوزك برينز (الإنجليزية)
- كليمنس على موقع أول ميوزيك (الإنجليزية)
- كليمنس على موقع أول ميوزيك (الإنجليزية)
- كليمنس على موقع أول ميوزيك (الإنجليزية)
- كليمنس على موقع أول ميوزيك (الإنجليزية)
- كليمنس على موقع أول ميوزيك (الإنجليزية)
- كليمنس على موقع ديسكوغز (الإنجليزية)